# (73676) 1988 CD5
(73676) 1988 CD5 – planetoida z pasa głównego asteroid okrążająca Słońce w ciągu 5,39 lat w średniej odległości 3,07 j.a. Odkryta 13 lutego 1988 roku.